# Parnassius nordmanni
Parnassius nordmanni là một loài bướm ngày sinh sống ở vùng núi cao which is found the Kavkaz.It is a member of the Snow Apollo genus Parnassius of the Swallowtail (Papilionidae) family. 
Ấu trùng ăn Corydalis C. alpestris, C. conorhiza, C. emanueli

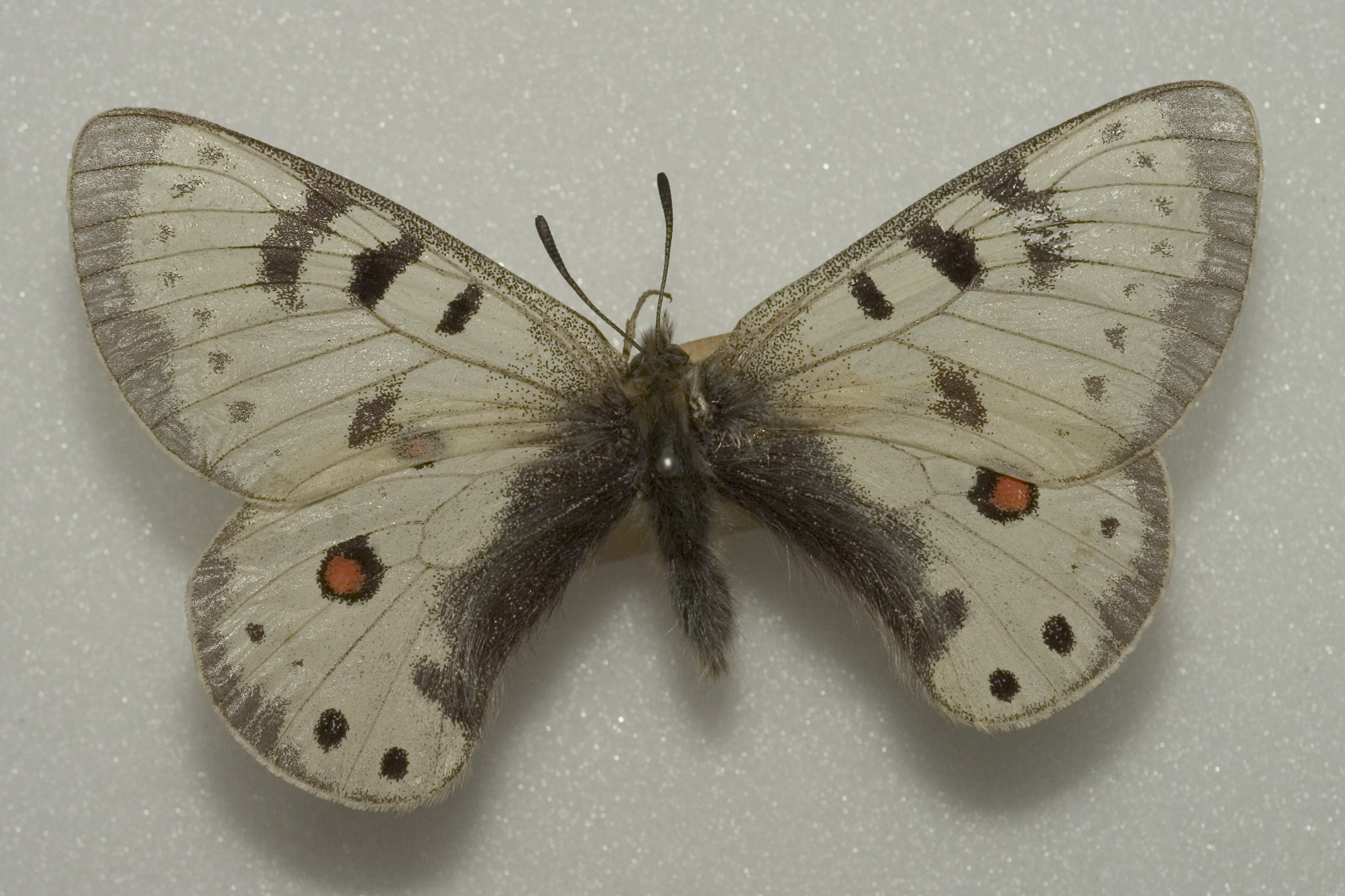
Parnassius nordmanni Hindu Kush